# Newport (Pennsylvania)
Newport is een plaats (borough) in de Amerikaanse staat Pennsylvania en valt bestuurlijk gezien onder Perry County.

## Demografie
Bij de volkstelling in 2000 werd het aantal inwoners vastgesteld op 1506.
In 2006 is het aantal inwoners door het United States Census Bureau geschat op 1470, een daling van 36 (-2,4%).

## Geografie
Volgens het United States Census Bureau beslaat de plaats een oppervlakte van
0,8 km², geheel bestaande uit land. Newport ligt op ongeveer 208 m boven zeeniveau.

## Plaatsen in de nabije omgeving
De onderstaande figuur toont nabijgelegen plaatsen in een straal van 16 km rond Newport.